# Andrés del Valle
Andrés del Valle Rodríguez (30 novembre 1833 – 28 juin 1888) est un homme politique salvadorien. Il est président du Salvador du 1er février au 1er mai 1876. 

## Biographie
Son père, Fernando del Valle, est né à Santander et a fait fortune dans le commerce et l'agriculture. Andrés del Valle a été membre de l'assemblée constitutionnelle de 1872 à 1873. En 1874, il devint sénateur du département de Santa Ana. En 1875, il est vice-président du Sénat et président du parlement. Le 1er mars 1875, le Parlement convoque des élections, annoncée pour le premier dimanche de décembre de la même année. 
Andres est élu à la présidence pour un mandat censé s'étendre du 1er février 1876 au 1er février 1880. Son vice-président était son prédécesseur, Santiago González. Un emprunt gouvernemental d'un demi-million de dollars US a été réalisé le même jour. 
Justo Rufino Barrios, alors président du Guatemala, est méfiant quant à cette élection, car Santiago González, le président précédent, soutenait auparavant les réfugiés politiques du Guatemala. Il soupçonnait également Ponciano Leiva, président du Honduras, d’envisager de le renverser. 
Barrios a fait savoir à Valle que s'il envisageait de poursuivre dans cette voie, il veillerait à ce que le gouvernement guatémaltèque soutienne José María Medina, pour renverser Ponciano Leiva. 

### Conférence au volcan Chingo
Le gouvernement du Salvador a insisté sur la bonne volonté de González, et une conférence tenue au Volcan Chingo a été décidée, au cours de laquelle, avec la médiation de Marco Aurelio Soto, un accord a été signé entre les différents partis. 
Barrios, président du Guatemala, était convaincu que dans les faits, González restait l'actuel chef de l'Etat du Salvador, et l'accusait publiquement d'hypocrisie et de trahison. 

### Guerre contre Barrios
Barrios envoie 1 500 soldats attaquer le Honduras et dirige lui-même une armée qui entre au Salvador, sans déclaration de guerre.
Le 20 mars 1876, le secrétaire guatémaltèque de la Guerre, Jose Maria Samayoa, déclare la fin de toutes les relations officielles avec le Salvador, affirmant que le 27 mars 1876, des troupes du Salvador avaient envahi le Guatemala. Il déclare la guerre et donne au passage à Barrios les pouvoirs absolus pour défendre l'intégrité du Guatemala. Le 26 mars 1876, le gouvernement du Salvador déclare que la loi sur la solidarité et le soutien conclue avec le Guatemala le 24 janvier 1872 est nulle et non avenue. Le plan de Barrios était d'attaquer directement le Salvador depuis l'Ouest depuis le Guatemala avec l'une de ses armées et, simultanément, d'attaquer les départements de San Miguel et de La Union depuis l'Est, via le Honduras. À cette époque, le général mexicain Jose Lopez Uraga était stationné au camp Jutiapa pour garder l'arsenal. Les troupes ont attaqué sans succès une station isolée à la frontière avec le Salvador, ce qui a amené Barrios à donner l'ordre à Uraga de transporter le matériel militaire à Chingo, tout en commençant lui-même à attaquer le Salvador. Barrios a tenu Chalcuapa en garnison. Le siège du Salvador a pris place à Santa Ana. Barrios a assiégé Ahuachapan avec environ 8000 soldats, et Uraga dirigeait environ 1500 soldats à Chalchuapa. Seule une poignée de soldats est restée à Chingo.  
Les troupes guatémaltèques tenant Apaneca en garnison ont été refoulées par la force. Quand ils ont essayé de rentrer dans la matinée du 15 avril 1875, ils ont pris part à des combats qui ont duré jusque tard dans la nuit, jusqu'à ce qu'ils se retirent à Atiquizaya, et ce après avoir subi de graves pertes. 
Entre le 17 et le 19 avril 1876, le général Gregorio Solares écrase les troupes des généraux Brioso, Delgado, Sanchez et Espinosa et contrôle ainsi les départements de San Miguel et de  La Union, menaçant les départements de San Vincete ainsi que Usulután, et même la résidence officielle du président Valle, coupant le gouvernement salvadorien de ressources essentielles. Environ 800 soldats salvadoriens ont été tués et les troupes ont battu en retraite à San Miguel, que seuls 200 soldats arrivent à rejoindre. Solares tenait San Miguel et La Union. Il y avait suffisamment de soldats pour défendre Ciudad San Vecente, mais le gouvernement du Salvador a donné l'ordre à la garnison de s'installer dans la capitale. 
À l'ouest, l'armée du Salvador s'était réduite à 2600 hommes lors de la bataille de la Semana Santa à Ahuachapan et à près de 3500 à Santa Ana. Après Pâques, il ne restait plus que 900 soldats pour tenter de capturer Chalchuapa, et ce sans réussite aucune. Pendant le siège d'Atiquizaya, Barrios a fait larguer 900 bombes selon l'historien américain Hubert Howe Bancroft, puis ses troupes ont pénétré dans Ahuachapan, et le lendemain dans Cahlchuapa, où des pourparlers de paix ont lieu. Un accord de paix est conclu le 25 avril 1876 et ratifié par les parlements le lendemain. Cette paix était conditionnée par le remplacement complet du gouvernement du Salvador. Le président Valle a donc été contraint de démissionner.